# Limonium santapolense
Limonium santapolense är en triftväxtart som beskrevs av Erben. Limonium santapolense ingår i släktet rispar, och familjen triftväxter. Inga underarter finns listade i Catalogue of Life.